# Instrumentální hudba
Instrumentální hudba je hudba komponovaná pouze pro hudební nástroje bez zpěvů.
Instrumentální hudba je často využívána např. ve filmové hudbě, v intrech a outrech alb či koncertů, v televizních reklamách, atd. Tento druh hudby se objevuje v mnoha žánrech, např. v klasické hudbě nebo moderním instrumentálním rocku.